# Gisela Uhlen
Gisela Uhlen (16 de mayo de 1919 – 16 de enero de 2007) fue una actriz y bailarina alemana, a lo largo de cuya carrera trabajó en más de 60 películas, 80 producciones televisivas y 100 piezas teatrales.

## Biografía
Su verdadero nombre era Gisela Friedlinde Schreck, y nació en Leipzig, Alemania, siendo la cuarta descendiente del fabricante de bebidas espirituosas Augustin Schreck y de la cantante de ópera Luise Frieda. Era sobrina del artista de cabaret y actor de cine mudo Max Schreck, protagonista de la cinta de Friedrich Wilhelm Murnau Nosferatu, eine Symphonie des Grauens. A los cinco años asistió a las clase de danza Mary Wigman en la Escuela Superior de Música y Teatro «Felix Mendelssohn Bartholdy» de Leipzig. Más adelante aprendió ballet clásico y acrobacias. Con 15 años actuó en secreto en espectáculos de cabaret en Leipzig, siguiendo la tradición de su tío. En esa época decidió hacerse actriz y eligió utilizar el pseudónimo ‚Gisela Uhlen‘.
Tras completar su formación como actriz con Lilly Ackermann (1891–1976) en Berlín, debutó en 1936 con el film de Universum Film AG Annemarie. Die Geschichte einer jungen Liebe, en el que encarnó a una organista. En el mismo año empezó a actuar en el Schauspielhaus de Bochum, donde tenía como director artístico a Saladin Schmitt. Dos años después, Heinrich George llevó a la actriz al Teatro Schiller de Berlín, y al mismo tiempo rodaba la película Tanz auf dem Vulkan (1938), confirmándose poco a poco como una de las estrellas de la productora Universum Film AG. Durante la época nacionalsocialista, Gisela Uhlen actuó también en algunas películas de propaganda del régimen, entre ellas Ohm Krüger (1941). También en 1941 actuó en Die Rothschilds, y al siguiente año en Rembrandt, a la vez que consolidaba su trabajo en el Teatro Schiller.
Tras la Segunda Guerra Mundial también empezó a escribir guiones, aunque su actividad principal seguía siendo el teatro. En 1949 ella y su tercer marido, Hans Bertram (1906–1993), trabajaron en el drama Eine große Liebe, producción dirigida por él y coescrita con Uhlen, que era la protagonista. La película fue un fracaso de crítica y de público. Algo similar ocurrió con Ein Leben lang. Mientras tanto, continuaba su actividad teatral, trabajando en escenarios de Berlín, Bochum, Fráncfort del Meno, Hamburgo, Múnich y Stuttgart.
A causa de una disputa legal con Bertram sobre la custodia de su hija Barbara, la actriz viajó en 1954 a Suiza, donde actuó en el Teatro de Basilea y en el Schauspielhaus Zürich, llegando el 22 de abril de 1954 a Berlín Este. Aquí actuó en el Deutsches Theater Berlin, el Teatro Maxim Gorki y el Volksbühne. Fue también una estrella de la productora cinematográfica Deutsche Film AG en Babelsberg. En su quinto matrimonio estuvo casada con el productor y directivo de DEFA Herbert Ballmann, actuando en algunas de sus producciones. En 1960 Uhlen regresó a la República Federal de Alemania, volviendo al Teatro Schiller dirigido por Boleslaw Barlog. En la década de 1960 actuó en tres películas basadas en historias de Edgar Wallace, una de ellas Die Tür mit den sieben Schlössern (1962). Tuvo bastante éxito su papel de madre en la película dirigida en 1979 por Rainer Werner Fassbinder El matrimonio de María Braun, obteniendo gracias a su actuación el Deutscher Filmpreis de oro. En esa época escribía sus primeras memorias, que se editaron en 1978 con el título Mein Glashaus.

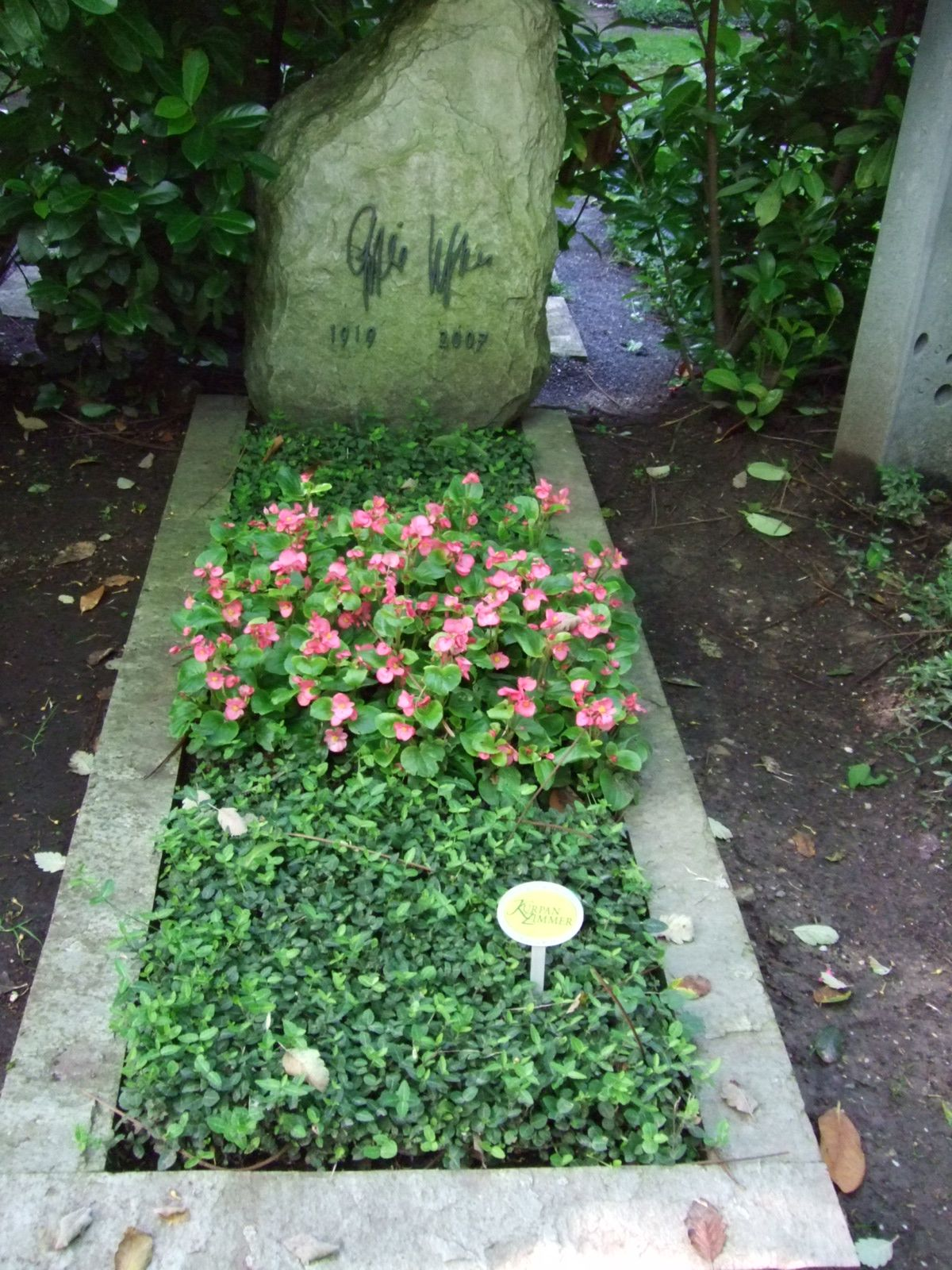
Tumba en el Cementerio Melaten

A principios de los años 1980 fundó el grupo teatral „Wanderbühne Gisela Uhlen“, en el cual su hija Susanne actuó en el drama Espectros. Uhlen logró una tardía fama gracias a la serie televisiva Forsthaus Falkenau, emitida a principios de la década de 1990. Fue también una habitual actriz invitada en series criminales como Derrick. En Zúrich produjo escándalo en 1991 su papel como el actor Oskar Werner (1922–1984). Al año siguiente actuó en el film de Jaco van Dormael Toto, el héroe. En siguientes años aparecieron dos títulos más con las memorias de la actriz, Meine Droge ist das Leben (1993) y Umarmungen und Enthüllungen. Collagen eines Lebens (2002), y a finales de 2005 entregó al Museo de Cine de Potsdam su colección de fotografías, artículos de prensa y accesorios cinematográficos.
Gisela Uhlen se casó seis veces. Su primer matrimonio fue con el maestro de ballet Herbert Freund (1903–1988). Su segundo marido fue el director Kurt Wessels. El tercero el piloto y director Hans Bertram (1906–1993), con el que tuvo una hija, Barbara Bertram, nacida en 1945. En 1953 se casó por cuarta vez, siendo su marido el actor Wolfgang Kieling (1924–1985), unión de la que nació en 1955 la actriz Susanne Uhlen. Su quinto marido fue el director Herbert Ballmann (1924–2009), con el cual trabajó en la serie televisiva Das Traumschiff. Se casó por sexta y última vez con el ingeniero de sonido Beat Hodel, divorciándose la pareja en 1985.
En sus últimos años vivió recluida en Colonia, ciudad en la que falleció en el año 2007 tras enfermar de un cáncer de pulmón. Fue enterrada en el Cementerio Melaten, en Colonia.

## Filmografía (selección)
- 1936 : Annemarie. Die Geschichte einer jungen Liebe
- 1938 : Liebelei und Liebe
- 1938 : Tanz auf dem Vulkan
- 1939 : Mann für Mann
- 1939 : Der letzte Appell (inacabada)
- 1939 : Morgen werde ich verhaftet
- 1940 : Zwischen Hamburg und Haiti
- 1940 : Die unvollkommene Liebe
- 1940 : Die Rothschilds
- 1941 : Ohm Krüger
- 1942 : Symphonie eines Lebens
- 1942 : Rembrandt
- 1942 : Zwischen Himmel und Erde
- 1942 : Schicksal
- 1942 : Der 5. Juni
- 1943 : Die beiden Schwestern
- 1943 : Symphonie eines Lebens
- 1944 : Die Zaubergeige
- 1945 : Der stumme Gast
- 1949 : Eine große Liebe
- 1950 : Der fallende Stern
- 1951 : Der schweigende Mund
- 1952 : Türme des Schweigens
- 1953 : Das Lächeln der Gironada (telefilm)
- 1955 : Robert Mayer – Der Arzt aus Heilbronn
- 1956 : Mirandolina (telefilm)
- 1956 : Das Traumschiff
- 1957 : Herr Lamberthier (telefilm)
- 1958 : Emilia Galotti
- 1958 : Der Prozeß wird vertagt
- 1959 : Reifender Sommer
- 1960 : Der Groß-Cophta (telefilm)
- 1960 : Mit 17 weint man nicht
- 1961 : 1913 (telefilm)
- 1961 : Ruf zur Leidenschaft (telefilm)
- 1961 : Biographie und Liebe (telefilm)
- 1961 : Die kleinen Füchse (telefilm)
- 1962 : Sind wir das nicht alle? (telefilm)
- 1962 : Das Mädchen und der Staatsanwalt
- 1962 : Der Gärtner von Toulouse (telefilm)
- 1962 : Die Tür mit den sieben Schlössern
- 1963 : Das indische Tuch
- 1963 : Aufstand der Gehorsamen (telefilm)
- 1963 : Dr. Joanna Marlowe (telefilm)
- 1964 : Das Kriminalmuseum (serie TV), episodio Der Schlüssel
- 1964 : Der Mann nebenan (telefilm)
- 1964 : König Richard III. (miniserie TV)
- 1964 : Eurydike (telefilm)
- 1964 : Der Apoll von Bellac (telefilm)
- 1964 : Der Mitternachtsmarkt (telefilm)
- 1965 : Hotel der toten Gäste
- 1965 : Ferien mit Piroschka
- 1965 : Die eigenen vier Wände (telefilm)
- 1966 : Unser Sohn Nicki (serie TV)
- 1966 : Geschlossene Gesellschaft (telefilm)
- 1966 : Kein Freibrief für Mord (telefilm)
- 1966 : Der Bucklige von Soho
- 1967 : Der Panamaskandal (telefilm)
- 1967 : Der schöne Gleichgültige (telefilm)
- 1967 : Der Tod läuft hinterher (miniserie TV)
- 1967 : Das Kriminalmuseum (serie TV), episodio Teerosen
- 1967 : Polizeifunk ruft (serie TV), episodio Zwei Promille
- 1968 : Das Kriminalmuseum (serie TV), episodio Die Reifenspur
- 1968 : Lady Hamilton – Zwischen Schmach und Liebe
- 1969 : Die Zimmerschlacht (telefilm)
- 1969 : Dr. med. Fabian – Lachen ist die beste Medizin
- 1970 : Der Kommissar (serie TV), episodio In letzter Minute
- 1971 : Leiche gesucht (telefilm)
- 1972 : Ferdinand Lassalle (telefilm)
- 1973 : Besuch im Landhaus (telefilm)
- 1974 : Drei Männer im Schnee
- 1975 : Tatort (serie TV), episodio Als gestohlen gemeldet
- 1975 : Bis zur bitteren Neige
- 1975 : Der Edelweißkönig
- 1976 : Tatort (serie TV), episodio Zwei Leben
- 1976 : Lobster (miniserie TV), episodio Stirb!
- 1976 : Die Hellseherin (telefilm)
- 1977 : Frauen in New York (telefilm)
- 1977 : Polizeiinspektion 1 (serie TV), episodio Weiberleut
- 1978 : Derrick (serie TV), episodio Ute und Manuela
- 1979 : El matrimonio de María Braun
- 1980 : Derrick (serie TV), episodio Die Entscheidung
- 1982 : Wir haben uns doch mal geliebt (telefilm)
- 1982 : Meister Eder und sein Pumuckl
- 1983 : Die zweite Frau (telefilm)
- 1986 : Der Alte (serie TV), episodio Falsch verbunden
- 1990 : Ein Heim für Tiere (serie TV), episodio Der Rabe und das Äffchen
- 1990 : Derrick (serie TV), episodio Solo für Vier
- 1991 : Toto, el héroe
- 1992 : Zürich – Transit
- 1992–1995 : Der Landarzt (serie TV, 3 episodios)
- 1996 : Die Katze von Kensington (telefilm)
- 1996 : Kommissar Rex (serie TV), episodio Unter Hypnose
- 1997 : Der Coup (telefilm)
- 1998 : Tatort (serie TV), episodio Bildersturm
- 1989–2006 : Forsthaus Falkenau (serie TV, 73 episodios)
- 2002 : Edgar Wallace: Das Haus der toten Augen (telefilm)
- 2002 : SOKO Kitzbühel (serie TV), episodio Wilderer

## Teatro
- 1953 : Minna von Barnhelm, de Gotthold Ephraim Lessing
- 1957 : Lisístrata, de Aristófanes
- 1958 : La ópera de los tres centavos, de Bertolt Brecht
- 1962 : La loba, de Lillian Hellman
- 1964 : Der Mann von nebenan, de Norman Ginsbury
- 1964 : Ein Leben lang, de William Saroyan
- 1966 : A puerta cerrada, de Jean-Paul Sartre
- 1969 : Die Zimmerschlacht, de Martin Walser
- 1972 : Heiraten, de George Bernard Shaw
- 1974 : El malentendido, de Albert Camus
- 1976 : Frauen in New York, de Clare Booth
- 1977 : Marie Tudor, de Victor Hugo
- 1977 : ¿Quién teme a Virginia Woolf?, de Edward Albee
- 1984 : La visita de la anciana dama, de Friedrich Dürrenmatt
- 1986 : La loca de Chaillot, de Jean Giraudoux
- 1990 : Los físicos, de Friedrich Dürrenmatt
- 1992 : El zoo de cristal, de Tennessee Williams
- 1993 : Hedda Gabler, de Henrik Ibsen
- 1997 : Muerte en la vicaría, de Agatha Christie

## Radio
- 1957 : Hans J. Rehfisch: Oberst Chabert, dirección de Hans Busse (Rundfunk der DDR)

## Libros
- Mein Glashaus. Roman eines Lebens. Bayreuth 1978 ISBN 3-7770-0178-3
- Meine Droge ist das Leben. Weinheim, Berlín 1993 ISBN 3-88679-199-8
- Umarmungen und Enthüllungen. Collage eines Lebens. 2002, ISBN 3-932529-33-2